# Emily Maguire
Emily Maguire (Glasgow, 17 dicembre 1987) è una hockeista su prato britannica.

## Palmarès

### Olimpiadi
- 1 medaglia:
  - 1 bronzo (Londra 2012)